# Спасо-Преображенський собор (Кривий Ріг)
Спасо-Преображенський кафедральний собор — культова споруда Кривого Рогу, розташована на вулиці Соборній. Собор почали зводити в 1989 році. Його стиль — українське бароко. Він має 9 куполів,, висота становить близько 50-ти метрів. Слугує центром Криворізької єпархії РПЦвУ.

## Історія
У 1989 році парафіяни Спасо-Вознесенського храму та жителі міста звернулися до голови міськвиконкому з проханням надати їм місце під будівництво нового храму, оскільки старий не вміщав всіх парафіян.
5 квітня 1990 року відбулося освячення місця під храм, яке запропонували самі парафіяни, — на пагорбі де відкривається мальовничий краєвид. Архітектурний задум і проект храму розробив київський архітектор Олександр Петросюк.
Будівництво собору, побудованого в стилі українського бароко почалося в 1989 році, з благословення правлячого архієрея архієпископа Варлаама і тривало 12 років. Перша літургія відбулася в нижньому храмі споруджуваного собору в 1990 році. 15 липня 2003 року Володимир, митрополит Київський і всієї України звершив освячення собору.

## Архітектура
Храм складається з двох поверхів. На першому відбуваються богослужіння. Крім того, тут розміщені ікони з мощами святих, серед яких ікони Спасої мучениці Варвари, Миколи Чудотворця, Святого Георгія. Другий поверх вміщує три вівтаря: Преображення Господнє, чудотворної Турковицької ікони Божої Матері. З яких останні два работи криворізького художника-іконописця Сергія Юрченка.
У соборі є багато ікон з часточками мощей святих.
На території храму є Велика дзвіниця, яка налічує 4 поверхи, заввишки 48 метрів. Сама дзвіниця займає лише четвертий поверх, де розташовуються 22 дзвони, а на інших трьох знаходиться хорова кімната, громадська бібліотека, молодіжне братство. Найбільший дзвін важить 1 тонну 200 кілограмів. Дзвони з міді, кольорових металів і різних добавок до них (кожен із них має свою певну ноту) відлиті на ливарному заводі міста Нововолинська, що в Західній Україні.
Крім цього на території храму розташований пам'ятний кам'яний хрест, який був споруджений на честь 1020 річниці Хрещення Русі, і адміністративний корпус.